# Superallsvenskan i bandy
Superallsvenskan i bandy kallades under några säsonger den nedre halvan då Allsvenskan i bandy för herrar efter halva säsongen, då grundserien var färdigspelad, delades upp, ett system som tillämpades säsongerna 1987/1988-2006/2007. Uppdelningen skedde kring årsskiftet.
Efter att Superallsvenskan för herrar spelats fick lag 1-4 möta lag 5-8 i Elitserien i åttondelsfinaler. Elitserielagen får i turordning välja sina motståndare. Före säsongen 2004/2005 fanns inget officiellt namn för Superallsvenskan i bandy, man använde istället begrepp som "Allsvenska fortsättningsserien", "Allsvenskan", "Elit B", "Allsvenska nedflyttningsserien", "slutspelsgrupp B" och så vidare. Ordet "Superallsvenskan" användes dock aldrig vid denna tid. Begreppet hämtades till bandyn från den åren 2000-2005 spelade Superallsvenskan i ishockey.
Säsongen 2007/2008 fick Sverige en enhetlig landsomfattande serie som högstadivision i bandy, och Superallsvenskan i bandy avskaffades då.

## Seriesegrare
| Säsong    | Vinnarlag               |
| --------- | ----------------------- |
| 1987/1988 | Selånger SK             |
| 1988/1989 | IFK Kungälv             |
| 1989/1990 | IK Sirius               |
| 1990/1991 | Villa Lidköping BK      |
| 1991/1992 | IFK Motala              |
| 1992/1993 | Ljusdals BK             |
| 1993/1994 | Edsbyns IF              |
| 1994/1995 | Falu BS                 |
| 1995/1996 | Kalix Nyborg BK         |
| 1996/1997 | Falu BS                 |
| 1997/1998 | Ljusdals BK             |
| 1998/1999 | Ljusdals BK             |
| 1999/2000 | Ljusdals BK             |
| 2000/2001 | Edsbyns IF              |
| 2001/2002 | Edsbyns IF              |
| 2002/2003 | Broberg/Söderhamn Bandy |
| 2003/2004 | Vetlanda BK             |
| 2004/2005 | Bollnäs GoIF            |
| 2005/2006 | Bollnäs GoIF            |
| 2006/2007 | Broberg/Söderhamn Bandy |